# 安东尼奥·奇奇利亚诺
安东尼奥·奇奇利亚诺（義大利語：Antonio Ciciliano，1932年11月3日—2015年9月4日），意大利男子帆船运动员。他曾代表意大利参加1960年夏季奥林匹克运动会帆船比赛，获得一枚铜牌。